# Affliction
Affliction（アフリクション）は、アメリカ合衆国の総合格闘技団体。ドナルド・トランプが大株主を務め、ゴールデンボーイ・プロモーションズと提携していた。

## 概要
2008年にアパレルメーカー「Affliction Clothing」が総合格闘技プロモーション会社「Affliction Entertainment」を設立し、総合格闘技プロモーターライセンスの交付を申請すると、これを受けてUFCは選手にAffliction Clothingの衣服を着用禁止にした。
Affliction Clothingと総合格闘技団体Adrenaline MMAの共催により、2008年7月19日に旗揚げ大会「Banned」を開催。
第2回大会「Day of Reckoning」は2008年10月11日に開催予定であったが、2009年1月24日に延期され開催された。
2009年8月1日に第3回大会「Trilogy」が開催予定であったが、メインイベントでエメリヤーエンコ・ヒョードルと対戦予定であったジョシュ・バーネットが試合前の検査でアナボリックステロイドの陽性反応が出たためライセンスが交付されず欠場となり、メインイベントが中止となった影響で大会自体も中止となった。
また、Afflictionの総合格闘技プロモーション事業からの撤退およびAffliction ClothingのUFCスポンサー復帰が発表された。

## 開催履歴
| 大会名                       | 開催年月日    | 会場           | 開催地                     |
| ---------------------------- | ------------- | -------------- | -------------------------- |
| Affliction: Trilogy          | 2009年8月1日  | ホンダセンター | カリフォルニア州アナハイム |
| Affliction: Day of Reckoning | 2009年1月24日 | ホンダセンター | カリフォルニア州アナハイム |
| Affliction: Banned           | 2008年7月19日 | ホンダセンター | カリフォルニア州アナハイム |